# محمود إبراهيم حجازي
الفريق / محمود إبراهيم حجازي قائد عسكري مصري، من مواليد عام 1953. شغل سابقاً منصب رئيس أركان حرب القوات المسلحة المصرية ونائب رئيس المجلس الأعلى للقوات المسلحة، وشغل قبله منصب مدير المخابرات الحربية، ويشغل حالياً منصب مستشار رئيس الجمهورية للتخطيط الاستراتيجي وإدارة الأزمات.

## التأهيل العسكري
- حصل على جميع الفرق الحتمية بسلاح المدرعات
- حصل على درجة الماجستير في العلوم العسكرية من كلية القادة والأركان
- زمالة كلية الحرب العليا بأكاديمية ناصر العسكرية العليا
- حصل على دورتي المدرعات المتقدمة والاستخدام الفني بالولايات المتحدة الأمريكية

## مسيرته المهنية
- تخرج من الكلية الحربية عام 1974 ضمن الدفعة 65 حربية.
- تدرج في الوظائف القيادية بسلاح المدرعات من قائد فصيلة وحتى قائداً لفرقة مدرعة
- عُيّن ملحقا للدفاع المصري في لندن
- عمل مساعدا لقائد المنطقة المركزية العسكرية
- رئيسا لأركان المنطقة الغربية العسكرية
- قائد المنطقة الغربية العسكرية
- رئيس هيئة التنظيم والإدارة.
- مدير المخابرات الحربية.
- رُقي إلى رتبة الفريق وعُيّن رئيسا لأركان حرب القوات المسلحة المصرية في 27 مارس 2014.[3]
- في 28 أكتوبر 2017 عُيّن مستشاراً لرئيس الجمهورية للتخطيط الاستراتيجي وإدارة الأزمات.

## الأوسمة والأنواط والميداليات
شارك في حرب تحرير الكويت وحصل على العديد من الانواط والنياشين منها :
- نوط التدريب من الطبقة الثانية
- نوط الواجب العسكري من الطبقات الأولى والثانية والثالثة
- ميدالية تحرير الكويت
- ميدالية الخدمة الطويلة والقدوة الحسنة
- نوط الخدمة الممتازة
- ميدالية 25 يناير